# Regole del volo a vista

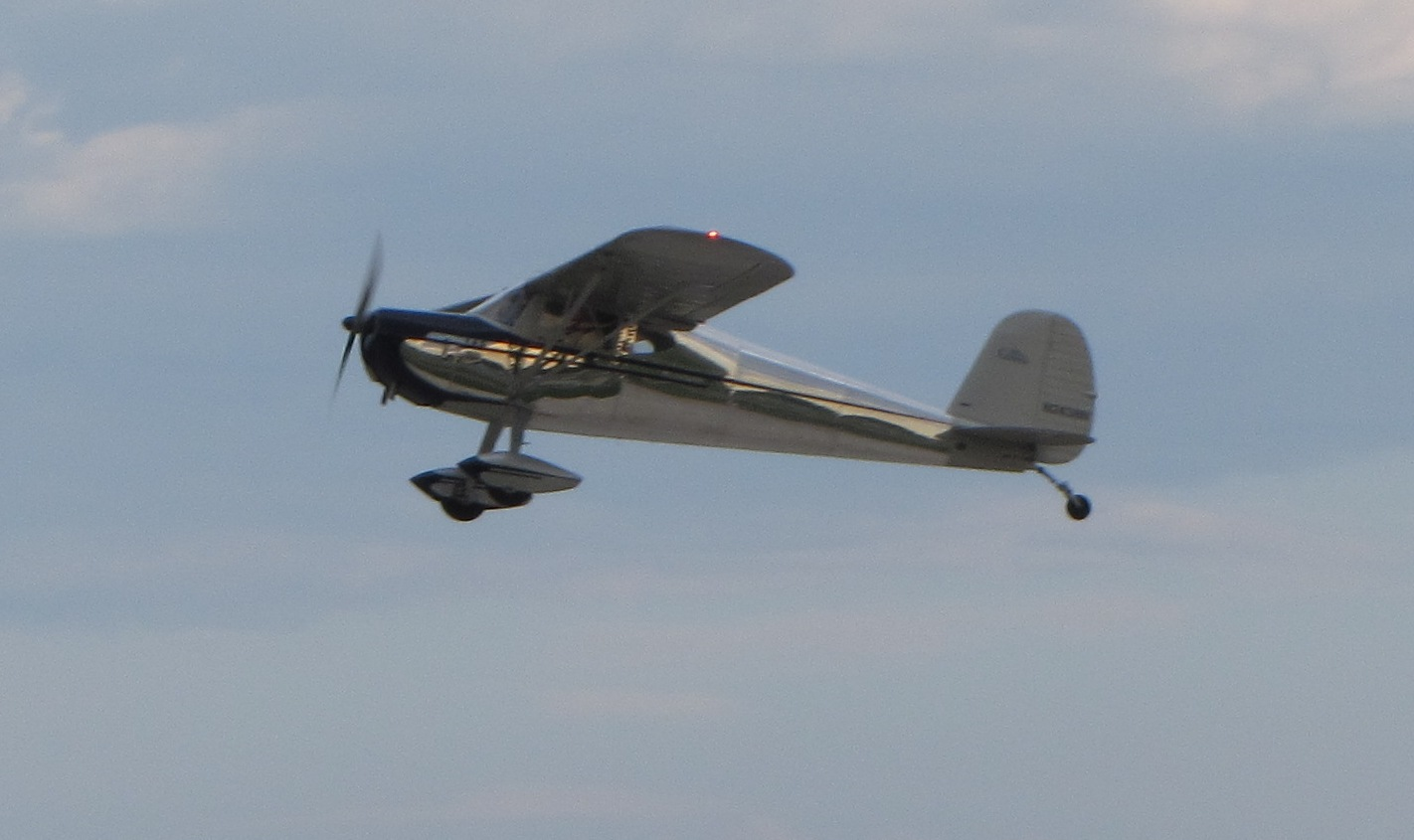
Un Cessna 140 in volo

Le regole del volo a vista, in inglese visual flight rules, abbreviate in VFR, sono l'insieme delle norme e procedure cui un pilota deve attenersi per condurre in sicurezza un volo, utilizzando principalmente la propria vista, ossia senza la necessità di affidarsi a radioassistenze per la navigazione, la quale quindi può essere condotta basandosi sull'osservazione del terreno (cosiddetta navigazione osservata) o sulla previsione di avanzamento in intervalli di tempo predeterminati (cosiddetta navigazione stimata).
La navigazione a vista permette al pilota di volare separandosi da altri aeromobili, dal terreno e dagli ostacoli orografici o artificiali e di determinare la posizione e l'assetto dell'aeromobile utilizzando riferimenti visivi esterni. Infatti le regole VFR sono stilate traendo ispirazione dal principio fondamentale del vedere ed essere visti. In virtù di questo principio le regole VFR fissano dei limiti minimi e massimi di quota, di velocità, di visibilità e di distanza da nubi ed ostacoli al suolo, limiti che devono essere rispettati dal pilota affinché sia in grado di acquisire e di mantenere gli indispensabili riferimenti visivi per scorgere ed evitare in tempo eventuali ostacoli o altri aeromobili.
L'utilizzo delle radioassistenze nel volo a vista non è da escludersi ma rimane un ausilio supplementare e non obbligatorio.

## Norme per il Volo a Vista

### Requisiti generali
A meno che appositamente autorizzati dall'Autorità nazionale competente, i voli VFR sono vietati:
- a quote superiori al livello di volo (FL) 200;[2]
- a velocità transoniche o supersoniche.

Ad eccezione delle fasi di volo precedenti all'atterraggio e successive al decollo, a meno che autorizzati dall'Autorità nazionale competente per condurre specifiche attività di lavoro aereo, i voli VFR non possono essere condotti:
- su zone intensamente popolate o assembramenti di folla ad altezze inferiori ai 1000 ft al di sopra del più alto ostacolo situato entro un raggio di 600 m dalla posizione dell'aeromobile; oppure
- su aree diverse dalle precedenti, ad un'altezza inferiore ai 500 ft al di sopra del terreno o dell'acqua.

I voli VFR in volo di crociera al di sopra di 3000 ft, devono essere condotti ad un livello di volo appropriato all'orientamento magnetico della rotta volata (cosiddetti livelli semicircolari) scelto tra uno dei seguenti:
- per rotte comprese tra 000°[4] e 179°, FL 035, 055, 075, 095, 115, 135, 155, 175, 195;
- per rotte comprese tra 180° e 359°, FL 045, 065, 085, 105, 125, 145, 165, 185.

In alcuni Stati, ad esempio in Italia, in considerazione dei prevalenti flussi di traffico aereo condotti da nord verso sud, i livelli semicircolari sono stabiliti come segue:
- per rotte comprese tra 090° e 269°, FL 035, 055, 075, 095, 115, 135, 155, 175, 195;
- per rotte comprese tra 270° e 089°, FL 045, 065, 085, 105, 125, 145, 165, 185.

### Requisiti meteorologici

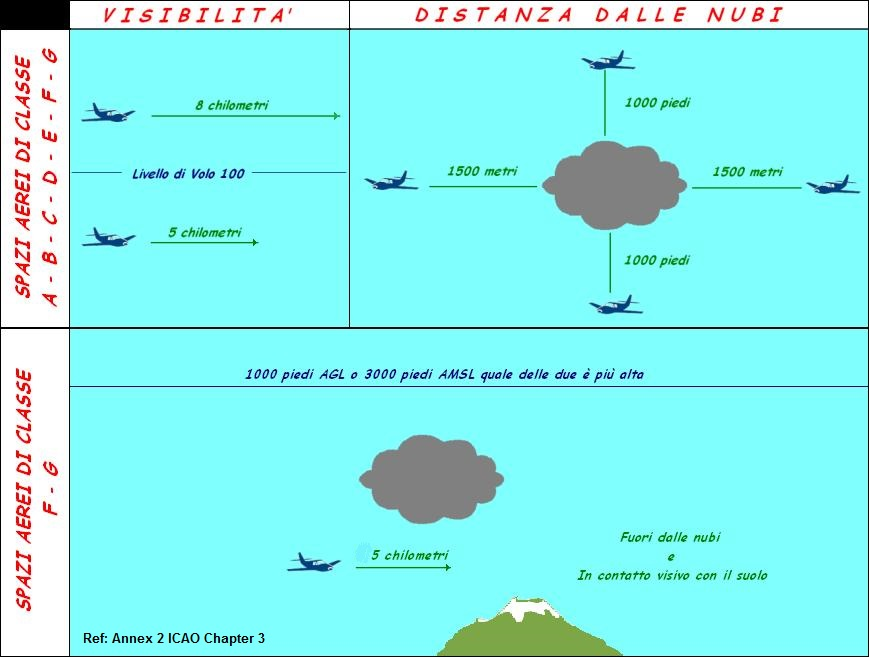
Condizioni minime di VMC

I parametri meteorologici compatibili con lo svolgimento di un volo secondo le regole VFR vengono definiti condizioni meteorologiche per il volo a vista (in inglese Visual Meteorological Conditions, abbreviato in VMC) e differiscono a seconda della classe di spazio aereo e la quota interessata dal volo. Quando tali condizioni non sono idonee per condurre il volo a vista, si parla invece di condizioni meteorologiche per il volo strumentale (in inglese Instrumental Meteorological Conditions abbreviato in IMC). In quest'ultimo caso è ammesso solamente il volo condotto secondo le regole del volo strumentale (in inglese instrumental flight rules abbreviato in IFR)..
Le VMC sono così fissate:
- a 10.000 ft AMSL o al di sopra, in tutte le Classi di spazio aereo, visibilità in volo minima di 8 km e distanza minima dalle nuvole orizzontale 1500 m, verticale 1000 ft;
- al di sotto di 10.000 ft AMSL e al di sopra di 3000 ft AMSL (oppure 1000 ft al di sopra del terreno, quale dei due valori più alto), in tutte le Classi di spazio aereo, visibilità in volo minima di 5 km e distanza minima dalle nuvole orizzontale 1500 m, verticale 1000 ft;
- a 3000 ft AMSL (oppure 1000 ft al di sopra del terreno, quale dei due valori più alto) o al di sotto, in spazi aerei di classe B, C, D, E, visibilità in volo minima di 5 km e distanza minima dalle nuvole orizzontale 1500 m, verticale 1000 ft;
- a 3000 ft AMSL (oppure 1000 ft al di sopra del terreno, quale dei due valori più alto) o al di sotto, in spazi aerei di classe F, G, visibilità in volo minima di 5 km, fuori dalle nuvole e in continuo contatto visivo con il suolo. In casi particolari, l'ente che fornisce i servizi del traffico aereo può consentire il volo con visibilità fino a 1,5 km ai velivoli con bassa velocità e in aree di scarso traffico aereo o per lavoro aereo. Agli elicotteri è consentita la stessa deroga anche con visibilità inferiore a 1,5 km.

### Requisiti correlati agli Spazi aerei
A seconda della classe di spazio aereo interessato sono prescritti ulteriori obblighi o divieti per il traffico VFR:
- sono vietati negli spazi aerei di classe A;
- negli spazi aerei di classe C, D, E, F, G, al di sotto di 10.000 ft, devono essere condotti ad una indicated air speed inferiore a 250 kts;
- negli spazi aerei di classe B, C, D è obbligatorio il continuo contatto radio bilaterale con il competente Ente dei Servizi del traffico aereo;
- debbono ottenere un'autorizzazione del controllo del traffico aereo dal competente Ente dei Servizi del traffico aereo per interessare spazi aerei di classe B, C, D.

## Casi particolari

### VFR notturno
Generalmente è possibile condurre Voli VFR durante le ore di luce diurna, ossia nel periodo di tempo compreso tra l'alba e il tramonto, prendendo in considerazione gli orari ufficiali pubblicati in apposite tabelle e riferite a ciascuna località considerata (le cosiddette effemeridi). È prerogativa delle Autorità aeronautiche dei vari Stati fissare orari differenti; per operare fuori da questi orari è necessario attenersi alle procedure supplementari  riportate nelle pubblicazioni informazioni aeronautiche prodotte a cura del Servizio informazioni aeronautiche di ciascuna Nazione.

### VFR Speciale
Un volo VFR non può decollare o atterrare su un aerodromo ubicato all'interno di una zona di controllo (CTR) neppure interessarne il circuito di traffico aeroportuale o la zona di traffico di aeroporto (ATZ) quando: 
- la copertura nuvolosa (cosiddetto ceiling) è inferiore a 1500 ft; oppure
- la visibilità al suolo è inferiore a 5 km;

Speciali deroghe possono essere concesse dall'Ente di controllo di avvicinamento ai singoli aeromobili, purché la visibilità al suolo non sia inferiore a 1500 metri.
Tale autorizzazione, emanata dall'ente del controllo del traffico aereo competente, prende il nome di "VFR Speciale", in lingua inglese "Special VFR".

### Impossibilità a mantenere le VMC
Quando il pilota di un volo VFR si rende conto che le condizioni meteorologiche lungo la rotta si stanno degradando al punto tale da non consentire di mantenere le VMC, dovrà atterrare sul più vicino aeroporto idoneo oppure, se abilitato all'IFR, chiedere all'Ente ATS competente l'autorizzazione a proseguire secondo le regole del volo strumentale. Se lo spazio aereo interessato dal volo lo consente e se le condizioni meteorologiche sono compatibili, il pilota può richiedere all'Ente ATS competente l'autorizzazione a proseguire il volo in regime di VFR speciale.

## Tecnica di navigazione
In un volo VFR la possibilità da parte del pilota di osservare l'orografia consente di navigare  secondo varie tecniche. Quella normalmente impiegata consiste nell'applicazione combinata di navigazione osservata e navigazione stimata. La navigazione osservata prevede semplicemente che, dalla valutazione degli elementi orografici osservabili al suolo, si sia in grado di determinare la propria posizione. La navigazione stimata prevede che, una volta nota la propria posizione e conoscendo la direzione e la velocità con cui l'aeromobile sta viaggiando, si possa determinare lo scostamento rispetto al primo punto dopo un certo lasso di tempo moltiplicando velocità per tempo trascorso.
Nulla vieta tuttavia, anche volando secondo le regole VFR, di integrare le informazioni acquisite visivamente con le indicazioni provenienti da radioassistenze conosciute, da apparati GPS o con le indicazioni di posizione comunicate da Enti del controllo del traffico aereo e desunte da apparati radar.